# Ralf Zerback
Ralf Zerback (* 25. Januar 1961 in Stuttgart) ist ein deutscher Historiker und Journalist.
Ralf Zerback studierte an den Universitäten Frankfurt am Main und Heidelberg Geschichte. Er ist ein Schüler des Historikers Lothar Gall. Seinen Doktorgrad erwarb er 1994 mit einer Arbeit über das Münchner Bürgertum im 19. Jahrhundert. Außerdem arbeitete er an diversen Forschungsprojekten mit. Er arbeitet als Journalist und Buchautor und lebt heute in Frankfurt am Main. Bekannt wurde er vor allem durch seine Biografie über Robert Blum und, damit verbunden, durch seine Mitwirkung in der ZDF-Dokumentation Die Deutschen (1. Staffel: „Robert Blum und die Revolution“).

## Schriften (Auswahl)
- München und sein Stadtbürgertum (= Stadt und Bürgertum. Bd. 8). Oldenbourg, München 1997, ISBN 3-486-56189-8.
- Reformpläne und Repressionspolitik 1830–1834 (= Quellen zur Geschichte des Deutschen Bundes. Abt. II, Bd. 1). Oldenbourg, München 2003, ISBN 3-486-56658-X.
- Robert Blum. Lehmstedt Verlag, Leipzig 2007, ISBN 978-3-937146-45-4.
- Frankfurt an einem Tag. Lehmstedt Verlag, Leipzig 2017, ISBN 978-3-95797-047-3.
- Triumph der Gewalt. Drei deutsche Jahre 1932 bis 1934. Klett-Cotta, Stuttgart 2022, ISBN 978-3-608-98648-8.